# Allonzier-la-Caille
Allonzier-la-Caille ist eine französische Gemeinde mit 2170 Einwohnern (Stand 1. Januar 2022) im Département Haute-Savoie in der Region Auvergne-Rhône-Alpes.

## Geografische Lage
Allonzier liegt auf einem leicht abfallenden Höhenrücken am östlichen Rand der Alpen. Ein Anschluss an die französische Autobahn A40 liegt in unmittelbarer Nähe. Über diese Autobahn erreicht man die Stadt Annecy im Süden in 15 Kilometern Entfernung. Genf im Norden erreicht man über 50 Kilometer Landstraße und Autobahn.

## Kultur und Sehenswürdigkeiten
Zwei Kilometer vom Ort entfernt spannt sich nebeneinander ein Paar von Straßenbrücken über die tief eingeschnittene Caille-Schlucht. Die alte, am 11. Juli 1839 eröffnete Hängebrücke Pont de la Caille dient heute als Fußgängerbrücke und als Attraktion für Touristen, die die luftige Höhe 147 Meter über dem Bett des Baches Les Usses genießen möchten. Sie heißt auch Pont Charles-Albert, benannt nach Charles Albert von Savoyen, König von Sardinien, der die Brücke persönlich eröffnete.
Der Straßenverkehr wird über die 1925 bis 1928 erbaute Spannbogen-Brücke Pont Caquot geleitet.
|  |  |  |

Die klassizistische Kirche St. Martin in der Ortsmitte wurde in den Jahren 1829–1841 erbaut.

## Gemeindepartnerschaft
Partnergemeinde von Allonzier ist die nordfranzösische Gemeinde La Meauffe im Département Manche.

## Sonstiges
Die Nationalstraße 201, die durch Allonzier-la-Caille führt, hat im Ort keine Vorfahrt. Die auch in Frankreich geltende Vorfahrt für Nationalstraßen in geschlossenen Ortschaften wird am Ortseingang aufgehoben.
Allonzier gehört zur Communauté de communes du pays de Cruseilles, auch Canton de Cruseilles genannt.